# Rod Fanni
Rod Fanni (* 6. Dezember 1981 in Martigues) ist ein ehemaliger französischer Fußballspieler. Er spielte auf der Position des rechten Verteidigers.

## Karriere

### Verein
Rod Fanni, dessen Eltern aus Benin stammen, begann als Jugendlicher in seiner Geburtsstadt beim FC Martigues mit dem Fußballsport; ab 1999 gehörte er zu dessen Drittligakader, mit dem er 2000 in die Division 2 aufstieg. Zwei Jahre später holte ihn der RC Lens nach Nordfrankreich, wo er im September 2002 zu seinem ersten Einsatz in der höchsten Spielklasse kam. 2004 lieh der Klub ihn an LB Châteauroux aus. Nächste Station war für zwei Saisons der OGC Nizza; ab Sommer 2007 stand Fanni bei Stade Rennes unter Vertrag. Bis zum Beginn der Spielzeit 2009/10 hatte er 155 Spiele in der Ligue 1 und 16 Partien in Champions League (mit Lens) bzw. UEFA-Pokal (für Lens und Rennes) absolviert.
In der Saison 2009/10 war er der einzige Spieler der Ligue 1, der in sämtlichen 38 Punktspielen über volle 90 Minuten auf dem Platz gestanden hatte.
In der Winterpause 2010/11 wechselte Fanni für eine Ablöse von 4 Millionen Euro zu Olympique Marseille. Im Juli 2015 wechselte er zu al-Arabi in die Qatar Stars League, wurde aber für die gesamte Spielzeit an Charlton Athletic ausgeliehen. Nach der Saison 2015/2016 kehrte er ablösefrei zu seinem vorherigen Verein Olympique Marseille zurück, welcher ihn im März 2018 ablösefrei an Montreal Impact in die nordamerikanische MLS transferierte.

### Nationalmannschaft
Im August 2008 wurde Rod Fanni, der international auch schon fünf Einsätze für Frankreichs Espoirs vorzuweisen hat, erstmals in den Kader der französischen A-Nationalelf berufen. Mitte Oktober bestritt er dann anlässlich des Freundschaftsspiels gegen Tunesien sein Debüt bei den Bleus; er stand als Rechtsverteidiger in der Startformation. In der Saison 2008/09 kam er in zwei weiteren Länderspielen zum Einsatz. Im Mai 2010 wurde Fanni von Nationaltrainer Raymond Domenech in den vorläufigen Kader zur Fußball-Weltmeisterschaft 2010 berufen. Kurz darauf, am 17. Mai, strich Domenech den Defensivspieler jedoch wieder aus seinem Aufgebot.

## Erfolge
- Ligapokalfinalist: 2006